# Amphipyra reducta
Amphipyra reducta là một loài bướm đêm trong họ Noctuidae.